# 馬冠標
馬 冠標（ば かんひょう/ば かんぴょう、1891年  – 没年不詳）は、中華民国・満洲国の教育者・官僚・ジャーナリスト。別号は虎臣。

## 事績
日本へ留学し、1915年（民国4年/大正4年）3月に東京高等師範学校本科地理歴史部を卒業した。帰国後は瀋陽高等師範学校教授、旅順工科大学予科嘱託生徒監心得、南満教育会教科書編集部員を歴任している。その後、一時は『泰東日報』編集局長となるが、また教育畑に戻って東北大学学監兼教授、東省特別区第二中学校長、大同学院嘱託を歴任した。
1935年（康徳2年）2月26日、吉林省で高等師範学校長に任命される。翌1936年（康徳3年）8月17日、吉林省教育庁長に改任され、その後も安東省民政庁長（後、民生庁長と改称）、奉天省民生庁長、総務庁官房参事官を歴任した。1942年（康徳9年）7月18日、馬冠標は熱河省長に抜擢された。1943年（康徳10年）9月13日、熱河省長を退任して政界を離れることになり、建国大学教授に改めて任命された。
以後、馬冠標の行方は不詳である。